# Руне Ларссон
Руне Ларссон (швед. Karl Rune Larsson; нар. 17 червня 1924, Стокгольм, Швеція — 17 вересня 2016, Стокгольм, Швеція) — шведський легкоатлет, бронзовий призер літніх Олімпійських ігор в Лондоні (1948) в естафеті 4×400 м.

## Біографія
Виступав за легкоатлетичний клуб UoIF Matteus-Pojkarna зі Стокгольму.
У 1946—1951 роках шість разів ставав чемпіоном Швеції на 400-метрівці з бар'єрами і двічі вигравав забіги на 400 м (1947 і 1948). На міжнародних змаганнях дебютував на чемпіонаті Європи з легкої атлетики в Осло (1946), де з результатом 52,5 сек. завоював бронзову медаль.
На літніх Олімпійських іграх в Лондоні (1948) завоював дві бронзові медалі на дистанціях 400 м та 400 м з бар'єрами. У складі шведського естафетного квартету став третім на континентальній першості в Брюсселі (1950) в забігу 4×400 м. На літніх Олімпійських іграх у Гельсінкі (1952) брав участь в забігу на 400 метрів, але не пройшов далі півфіналу.
У 1951 році був нагороджений Золотою медаллю «за значний шведський спортивний успіх року».